# Brejo dos Santos (kommun i Brasilien)
Brejo dos Santos är en kommun i Brasilien.   Den ligger i delstaten Paraíba, i den östra delen av landet, 1 500 km nordost om huvudstaden Brasília. Antalet invånare är 6 197.
Omgivningarna runt Brejo dos Santos är huvudsakligen savann. Runt Brejo dos Santos är det ganska tätbefolkat, med 52 invånare per kvadratkilometer.